# Гудцы
Гудцы (хорв. Gudci) — село в общине Велика-Горица в жупании Загребачка Республики Хорватия. По данным переписи 2021 года, численность населения составляла 384 человека. 

## География

### Географическое положение
Располагается в макрорегионе Центральная Хорватия, в Посавине. Высота над уровнем моря — 146 м. 

### Климат
По Классификации климатов Кёппена, климат села определяется как Cfa — субтропический океанический климат. Температура здесь в среднем 12.1 °C. Среднегодовая норма осадков — 917 мм.

## Население
| 2021 |
| ---- |
| 384  |